# قطعنامه ۱۹۱۳ شورای امنیت
قطعنامه ۱۹۱۳ شورای امنیت سازمان ملل متحد که در تاریخ ۱۲ مارس ۲۰۱۰ تصویب شد، سندی بین‌المللی دربارهٔ اوضاع در چاد است. این قطعنامه طی نشست ۶۲۸۳ام با ۱۵ رای موافق، ۰ مخالف و ۰ ممتنع تصویب شد.